# Плудек, Алексей
Алексей Плудек (чеш. Alexej Pludek; 29 января 1923, Простеёв (ныне Оломоуцкого края, Чехии) — 7 сентября 2002, Прага) — чешский и чехословацкий писатель, драматург, редактор, общественно-политический деятель.

## Биография
Сын рабочего. Учился в гимназии. Во время Второй мировой войны — на принудительных работах. После освобождения был библиотекарем, затем учился в Академии политических и социальных наук (1946—1950). Одновременно в 1948—1950 работал в качестве редактора журнала «Haló Nedělní noviny». С 1951 редактировал ежедневную газету «Mladá frontа». После двух лет военной службы в 1953 году, стал драматургом на чехословацком телевидении, с 1956 — редактор Государственного издательства детских книг.
С 1967 года — редактор издательства художественной литературы Práce, с 1972 по 1973 — редактор «Literárního měsíčníku».
Был среди активных сторонников советского вторжения в 1968 году в Чехословацкую Социалистическую Республику (ЧССР), поддержавших режим «нормализации» Густава Гусака. В период до 1989 года опубликовал ряд художественных книг, выставляющих в чёрном свете деятелей «пражской весны», занимал ответственные должности в общественных организациях. В СССР был опубликован его роман «Ва-банк», в котором критиковал роль «сионистов» в демократическом движении в ЧССР.
Занимался общественной деятельностью, был членом Центрального скаутского Совета. Несколько раз посетил Индию (с 1967 по 1989), был членом Чехословацко-индийского комитета.
Интересовался идеями панславизма, поддерживал активные культурные контакты с организациями лужицких сербов в бывшей ГДР.
После 1990 года занимался политикой на стороне организаций-наследников бывшей коммунистической партии. На выборах в Федеральное Собрание в 1992 году стал депутатом от Левого блока. В том же году он основал Славянский союз Чехии — националистическую организацию, целью которой была защита чехов и, в целом, славян от иностранной, в основном, германской угрозы.

## Творчество
Дебютировал в 1947 году. Автор психологических и социально-политических романов и пьес, научно-фантастических и исторических произведений, книг для детей и юношества.

## Избранные произведения

### Проза
- Slunce v údolí (1955),
- Dvě okna do dvora (1959),
- Hromotlucká historie (1961),
- Ženy nemají pravdu (1963),
- Hledání antipoda (научно-фантастический сборник, 1986)
- историческая трилогия
  - Faraonův písař (1966),
  - Rádce velkých rádžů (1975),
  - Nepřítel z Atlantidy (1981),
- Takových tisíc let (НФ, 1988),
- Česká pře (исторический роман, 1989)

### Пьесы
- Statečná slova (1947),
- Statečná slova (комедия, 1947)

### Произведения для детей и юношества
- Ptačí pírko aneb Jak Vítek o všechno přišel (1959),
- Tudy chodíval Ječmínek (1959),
- Zakutálený míč (1962),
- Horami jde březen (1963),
- Jaká byla Zuzana (1969),
- Pověsti dávných časů (1971)

В переводе на русский язык выходили его книги «Повесть о Карле IV», «Отречение лорда Вилланина», «По горам идёт март» и другие.